# Rezolucija Vijeća sigurnosti UN-a 1329
Rezolucijom Vijeća sigurnosti UN-a 1329, jednoglasno usvojenom 30. studenoga 2000., nakon pozivanja na rezolucije 827 (1993.) i 955 (1994.), Vijeće je proširilo žalbena vijeća i na Međunarodnom kaznenom sudu za Ruandu (MKSR) i na Međunarodnom kaznenom sudu za bivšu Jugoslaviju (MKSR), predložilo izbor dva dodatna suca na MKSR-u i osnovalo skupinu sudaca ad litem na MKSR-u.
Vijeće sigurnosti ostalo je uvjereno da su osobe odgovorne za kršenja međunarodnog humanitarnog prava u Ruandi i bivšoj Jugoslaviji. Uz napomenu o napretku postignutom u poboljšanju postupaka na oba suda, također je naglasila potrebu da oba suda što prije završe suđenja. Tribunali su radije sudili civilnim, vojnim i paravojnim vođama nego sporednim akterima.
Djelujući u skladu s Poglavljem VII Povelje Ujedinjenih naroda, vijeće je osnovalo skupinu sudaca ad litem pri MKSJ-u i proširilo žalbena vijeća MKSR-a i MKSJ-a. Dva dodatna suca bi također bila imenovana u MKSR kako bi se nosili s rastućim obujmom posla. Od glavnog tajnika Kofija Annana zatražena je provedba priprema za izbor dva dodatna suca MKSR-a i 27 sudaca ad litem na MKSJ-u.
Sve zemlje pozvane su na suradnju s oba sudišta i pozdravile su već pruženu suradnju. Konačno, od glavnog tajnika je zatraženo podnošenje izvješća o datumu završetka vremenske nadležnosti MKSJ-a.

## Vanjske poveznice
| Wikizvor | Engleski Wikizvor ima izvorni tekst na temu: United Nations Security Council Resolution 1329 |

- Tekst Rezolucije na undocs.org